# Ральф Крейґ
Ральф Кук Крейґ (англ. Ralph Cook Craig; 21 червня 1889 — 24 липня 1972) — американський легкоатлет, дворазовий олімпійський чемпіон зі спринтерського бігу.

## Біографія
Народився 21 червня 1889 року в місті Детройт, штат Мічиган.
Навчався в Мічиганському університеті. У 1910 та 1911 роках вигравав першість США серед любителів на дистанції 220 ярдів.
На літніх Олімпійських іграх 1912 року в Стокгольмі (Швеція) брав участь у легкоатлетичних змаганнях зі спринтерського бігу. Виборов дві золоті олімпійські медалі, перемігши на дистанціях 100 та 200 метрів.
Після закінчення Олімпійських ігор залишив спорт. У 1948 році відбулося повернення, коли він приїхав на літні Олімпійські ігри до Лондона як запасний американської команди яхтсменів. І хоча участі в змаганнях не брав, на церемонії відкриття Олімпійських ігор ніс національний прапор США.
Помер 24 липня 1972 року в місті Лейк Джордж, Нью-Йорк (штат).

## Олімпійські результати
| Олімпіада      | Дисципліна        | Результат | Місце |
| -------------- | ----------------- | --------- | ----- |
| Стокгольм 1912 | біг на 100 метрів | 10.8 сек  | 1     |
| Стокгольм 1912 | біг на 200 метрів | 21.7 сек  | 1     |

## Визнання
У 2010 році Ральф Крейґ занесений до Національної легкоатлетичної зали слави США.